# Shell Ridge
Shell Ridge est une census-designated place du comté de Contra Costa, dans l'État de Californie, aux États-Unis,. En 2020, elle compte une population de 1 014 habitants.